# Province de Long An
Long An est une province du sud du Viêt Nam située dans le delta du Mékong. 
Sa capitale est la ville de Tan An.
Elle était appelée Chmu Thmey ឈ្មោះថ្មី (le nouveau nom) ou Kompong Kô កំពង់គោ (le rivage de la vache) avant l'annexion viêt de la région.

## Administration
La province comprend une municipalité Tân An, une ville Kiến Tường et 13 districts:
1. Bến Lức
2. Cần Đước
3. Cần Giuộc
4. Châu Thành
5. Đức Hòa
6. Đức Huệ
7. Mộc Hóa
8. Tân Hưng
9. Tân Thạnh
10. Tân Trụ
11. Thạnh Hóa
12. Thủ Thừa
13. Vĩnh Hưng